# Géophysique
Pour les articles homonymes, voir Géophysique (homonymie).
La géophysique est l'étude des caractéristiques physiques de la Terre, ou d'autres planètes, utilisant des techniques de mesures indirectes (gravimétrie, géomagnétisme, sismologie, radar géologique, résistivité apparente ou encore télédétection). C'est une discipline importante des sciences de la Terre.
La géophysique, à l'aide de valeurs de référence, se propose, en se basant sur les caractéristiques géologiques, atmosphériques ou spatiales du domaine étudié, de valider un modèle mathématique issu de mesures faites sur le terrain ou de calculs. De ce fait, elle se trouve à la confluence de la géologie, de la physique, des mathématiques et de l'informatique.

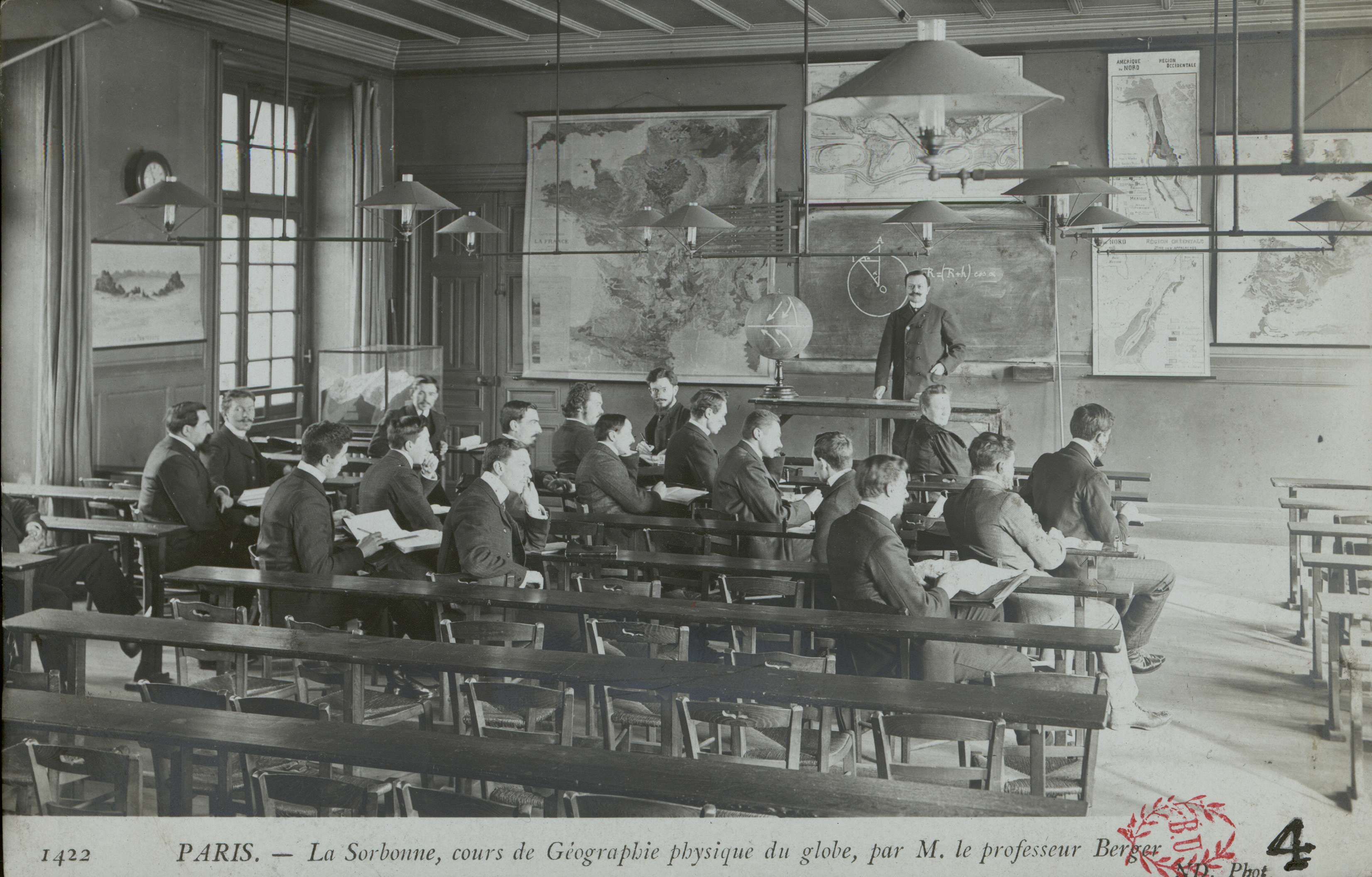
Cours de géographie physique du globe à La Sorbonne, par le professeur Alphonse Berget.

L'expression synonyme physique du Globe, sous-entendant le globe terrestre, historiquement plus ancienne, rappelle le rôle que son étude a eu dans l'établissement des lois de la physique classique.

## Sous-domaines
On subdivise les différents domaines de la géophysique en géophysique interne et en géophysique externe. La première s'intéresse à la Terre solide, la seconde aux enveloppes fluides (hydrosphère, atmosphère) de la Terre jusqu'au milieu interplanétaire (magnétosphère).
Les différentes spécialités sont attribuées comme suit :

### Géophysique interne
- la géodésie s'intéresse à la figure, autrement dit à la forme et aux dimensions de la Terre, et s'avère utile pour déterminer les déformations en surface de la Terre et, depuis le dernier quart du XXe siècle, de mettre en évidence des mouvements de plaques tectoniques.
- la gravimétrie étudie le champ de pesanteur terrestre et constitue une partie essentielle de la géodésie physique ; on utilise les techniques gravimétriques couramment pour une première reconnaissance de champs pétrolifères ou miniers (prospection gravimétrique)  ou archéologique (zonage microgravimétrique).
- le géomagnétisme étudie l'origine et les variations spatiales et temporelles du champ magnétique de la Terre ; on distingue le géomagnétisme interne, dont l'étude relève de la géophysique interne, et le géomagnétisme externe, dont l'étude se place dans le cadre de l'aéronomie spatiale et de l'étude des interactions entre le Soleil et la Terre ; le paléomagnétisme  constitue un domaine à part du géomagnétisme interne et  fournit, au moyen de l'étude de l'aimantation fossile des roches, des indications sur le mouvement des plaques tectoniques au cours des époques géologiques ; l'archéomagnétisme, qui fut à l'origine du paléomagnétisme, est une méthode permettant d'étudier les variations du champ géomagnétique au cours des derniers millénaires et constitue accessoirement une méthode de datation de certains sites archéologiques ;
- la sismologie étudie l'origine, la nature et les effets des séismes ; elle est sans doute la science ayant contribué le plus à la connaissance de l'intérieur de la Terre ; en particulier, la sismologie théorique étudie la propagation des ondes sismiques et les oscillations libres de la Terre ; la sismologie instrumentale s'occupe de développer et de construire des instruments utilisés pour détecter et enregistrer des vibrations sismiques (sismographes et sismomètres) ; la sismologie expérimentale s'occupe, parmi beaucoup d'autres choses, de l'analyse et de l'interprétation des sismogrammes et de la définition des magnitudes et des moments sismiques ; la sismogenèse s'intéresse aux phénomènes de microfissuration, de fracturation et de rupture qui sont à l'origine des séismes (mécanisme au foyer) ; la  sismotectonique traite la relation entre les tremblements de terre et la tectonique ; la paléosismologie tente de découvrir dans les strates géologiques des indications sur des séismes passés et de dater ceux-ci afin de recueillir des données pour les besoins d'une prévision statistique des séismes ;
- la géodynamique, et notamment la géodynamique mathématique, étudie les déformations globales de la Terre produites notamment par les forces de marée luni-solaires ou par des charges périodiques ou non  (houle, pression atmosphérique variable, raz-de-marée…), les mouvements de précession et de nutation de la Terre dans l'espace, les courants de convection dans le manteau, le soulèvement post-glaciaire et les renseignements qu'on peut en tirer concernant la viscosité des couches profondes, etc. ;
- la géophysique mathématique, dont le but principal est de modéliser quantitativement la structure de l'intérieur de la Terre en utilisant les lois fondamentales de la physique et des méthodes avancées de traitement statistique des données (inversion, tomographie) ;
- la géophysique appliquée s'intéresse aux couches externes de la croûte terrestre et a pour but de rechercher des gisements de pétrole et de minerais utiles ; on peut aussi englober dans la géophysique appliquée certaines études environnementales qui font appel à des méthodes géophysiques (géophysique environnementale). Les méthodes les plus importantes auxquelles la prospection géophysique et la géophysique environnementale font appel sont la sismique réflexion et la sismique réfraction (méthodes de prospection qui visualise les structures en profondeur grâce à l'analyse des échos d'ondes sismiques créées artificiellement par des explosions ou par des appareils générateurs de vibrations proches de la surface du sol), la prospection gravimétrique, la prospection magnétique, la prospection électrique, la prospection électromagnétique et le géoradar ; le génie sismique, qui essaie notamment de dresser des cartes de risque sismique, de fixer des normes antisismiques, de prévoir éventuellement des séismes, etc., peut aussi se ranger parmi les domaines de la géophysique environnementale, de même que la volcanologie, la géothermie et l'étude du flux de chaleur sortant de la Terre, ou encore les problèmes liés à la sécurité dans les zones minières et à l'amélioration de l'environnement et de la sécurité en général (prévision de risques liés au sous-sol et au sol, études d'impact, implantation d'ouvrages d'art, étudiés notamment en géotechnique. La géophysique aéroportée est une discipline importante de la géophysique appliquée.

### Géophysique externe

#### Couches-limites ou enveloppes fluides de la Terre
- l'océanographie et l'océanologie physique étudient les mouvements et les divers phénomènes océaniques (marées, courants, vagues…) ;
- l'hydrologie étudie notamment la physique, la chimie et la circulation des eaux dans les rivières et les lacs, et les variations de la nappe phréatique ;
- la météorologie s'occupe de la circulation des masses d'air et de la prévision des phénomènes atmosphériques à court terme, notamment la nébulosité, les tempêtes et les ouragans ;
- la climatologie étudie les différents climats et explique les mouvements atmosphériques et océaniques à grande échelle et à long terme ;
- la glaciologie étudie la nature physique et chimique des systèmes glaciaires et périglaciaires[3],[2].

#### Milieu interplanétaire: géophysique spatiale
- le géomagnétisme externe étudie les variations rapides du champ géomagnétique (pulsations, baies, orages magnétiques);
- l'aéronomie spatiale, qui étudie la haute atmosphère (stratosphère, ionosphère), la magnétosphère, le vent solaire, les ceintures de Van Allen, les courants telluriques, l'énergie électromagnétique) et les interactions Soleil-Terre, lesquelles sont à l'origine des aurores polaires;
- l'électricité atmosphérique (étude du rayonnement cosmique);
- la pression atmosphérique[3].

## Géophysicien
Le géophysicien est le physicien spécialisé dans l’étude de la Terre. Il s’intéresse aux différentes propriétés physiques des sols et des roches et aux phénomènes physiques qui les affectent. À l’aide d’appareils de mesure et de capteurs posés au sol, aéroportés ou satellitaires, il observe les variations spatiales et temporelles des propriétés électriques, magnétiques, électromagnétiques, gravimétriques ou acoustiques (sismiques) du sous-sol. Après étude, traitement, et inversion des données, dans le cadre d'un modèle prédéfini, il peut caractériser et imager le sous-sol en 1D, 2D, 3D et 4D (suivi 3D dans le temps). 
Le géophysicien peut se consacrer à la recherche fondamentale (étude de la structure de la Terre ou du champ magnétique terrestre, etc) ou travailler en milieu industriel. Dans ce dernier cas il apporte une compétence technique de pointe dans des domaines d'activité tels que la géotechnique, la recherche de ressources naturelles minérales ou hydriques, les études environnementales, la prospection archéologique ou encore dans le domaine militaire. 

## Histoire
Il semble que le terme de « géophysique » fut utilisé pour la première fois en Allemagne, où il apparait dans les écrits scientifiques de Friedrich Fröbel en 1834. Ce furent cependant les frères Schlumberger qui, dans les années 1920, connurent les premiers succès commerciaux avec leurs méthodes de prospection électrique.
La première chaire universitaire de géophysique (plus exactement, de « géophysique mathématique et de météorologie ») fut créée en 1895 à l’Université Jagellonne ; son premier titulaire était Maurycy Pius Rudzki. La deuxième le fut à l'Université de Göttingen en 1898 pour Emil Wiechert.